# 64. Międzynarodowy Festiwal Filmowy w Wenecji
64. Międzynarodowy Festiwal Filmowy w Wenecji odbył się w dniach 29 sierpnia − 8 września 2007 roku. Imprezę otworzył pokaz brytyjskiego filmu Pokuta w reżyserii Joe Wrighta. W konkursie głównym zaprezentowano 23 filmy pochodzące z 11 różnych krajów.
Jury pod przewodnictwem chińskiego reżysera Zhanga Yimou przyznało nagrodę główną festiwalu, Złotego Lwa, tajwańskiemu filmowi Ostrożnie, pożądanie w reżyserii Anga Lee. Drugą nagrodę w konkursie głównym, Nagrodę Specjalną Jury, przyznano ex aequo amerykańskiemu filmowi I’m Not There. Gdzie indziej jestem w reżyserii Todda Haynesa oraz francuskiemu filmowi Tajemnica ziarna w reżyserii Abdellatifa Kechiche'a.
Honorowego Złotego Lwa za całokształt twórczości odebrali włoski reżyser Bernardo Bertolucci i amerykański reżyser Tim Burton. Galę otwarcia i zamknięcia festiwalu prowadziła włoska aktorka Ambra Angiolini.

## Członkowie jury

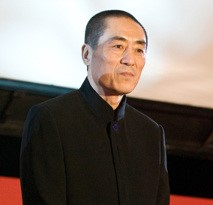
Przewodniczący jury konkursu głównego Zhang Yimou.

### Konkurs główny
- Zhang Yimou, chiński reżyser − przewodniczący jury[7][8]
- Catherine Breillat, francuska reżyserka
- Jane Campion, nowozelandzka reżyserka
- Emanuele Crialese, włoski reżyser
- Alejandro González Iñárritu, meksykański reżyser
- Ferzan Özpetek, turecki reżyser
- Paul Verhoeven, holenderski reżyser

### Sekcja „Horyzonty”
- Gregg Araki, amerykański reżyser − przewodniczący jury
- Hala Abdallah, syryjska reżyserka
- Giorgia Fiorio, włoska fotografka
- Ulrich Gregor, niemiecki krytyk filmowy
- Frederick Wiseman, amerykański reżyser

### Nagroda im. Luigiego De Laurentiisa
- Bill Mechanic, amerykański producent filmowy − przewodniczący jury
- Rupert Everett, brytyjski aktor
- Liu Jie, chiński reżyser
- Randa Chahal Sabag, libańska reżyserka
- Valeria Solarino, włoska aktorka

## Selekcja oficjalna

### Otwarcie i zamknięcie festiwalu
|             | Tytuł       | Reżyseria  | Kraj produkcji  |
| ----------- | ----------- | ---------- | --------------- |
| Otwierający | Pokuta      | Joe Wright | Wielka Brytania |
| Zamykający  | Bracia krwi | Alexi Tan  | Hongkong        |

### Konkurs główny
Następujące filmy zostały wyselekcjonowane do udziału w konkursie głównym o Złotego Lwa:
| Tytuł polski                                                | Tytuł oryginalny                                           | Reżyseria               | Kraj produkcji    |
| ----------------------------------------------------------- | ---------------------------------------------------------- | ----------------------- | ----------------- |
| Dwunastu                                                    | 12                                                         | Nikita Michałkow        | Rosja             |
| Miłość Astrei i Celadona                                    | Les amours d'Astrée et de Céladon                          | Éric Rohmer             | Francja           |
| Zabójstwo Jesse’ego Jamesa przez tchórzliwego Roberta Forda | The Assassination of Jesse James by the Coward Robert Ford | Andrew Dominik          | Stany Zjednoczone |
| Pokuta                                                      | Atonement                                                  | Joe Wright              | Wielka Brytania   |
| Pomóż, Erosie                                               | 幫幫我，愛神 Bang bang wo ai shen                          | Lee Kang-sheng          | Tajwan            |
| Pociąg do Darjeeling                                        | The Darjeeling Limited                                     | Wes Anderson            | Stany Zjednoczone |
| Słodko-gorzkie                                              | Il dolce e l'amaro                                         | Andrea Porporati        | Włochy            |
| W mieście Sylwii                                            | En la ciudad de Sylvia                                     | José Luis Guerín        | Hiszpania         |
| Tajemnica ziarna                                            | La graine et le mulet                                      | Abdellatif Kechiche     | Francja           |
| Chaos                                                       | هي فوضى Heya fawda                                         | Youssef Chahine         | Egipt             |
| I’m Not There. Gdzie indziej jestem                         | I’m Not There                                              | Todd Haynes             | Stany Zjednoczone |
| W dolinie Elah                                              | In the Valley of Elah                                      | Paul Haggis             | Stany Zjednoczone |
| Polak potrzebny od zaraz                                    | It's a Free World...                                       | Ken Loach               | Wielka Brytania   |
| Michael Clayton                                             | Michael Clayton                                            | Tony Gilroy             | Stany Zjednoczone |
| Polegli bohaterowie                                         | Nessuna qualità agli eroi                                  | Paolo Franchi           | Włochy            |
| Nocna straż                                                 | Nightwatching                                              | Peter Greenaway         | Wielka Brytania   |
| Godzina szczytu                                             | L'ora di punta                                             | Vincenzo Marra          | Włochy            |
| Na gorąco                                                   | Redacted                                                   | Brian De Palma          | Stany Zjednoczone |
| Postrzelony detektyw                                        | 神探 San taam                                              | Johnnie To i Wai Ka-fai | Hongkong          |
| Ostrożnie, pożądanie                                        | 色，戒 Se, jie                                             | Ang Lee                 | Tajwan            |
| Pojedynek                                                   | Sleuth                                                     | Kenneth Branagh         | Wielka Brytania   |
| Sukiyaki Western Django                                     | スキヤキ・ウエスタン ジャンゴ Sukiyaki Uesutan Jango       | Takashi Miike           | Japonia           |
| Słońce też wschodzi                                         | 太阳照常升起 Tai yang chao chang sheng qi                  | Jiang Wen               | Chiny             |

### Pokazy pozakonkursowe
Następujące filmy zostały wyświetlone na festiwalu w ramach pokazów pozakonkursowych i specjalnych:
| Tytuł polski                             | Tytuł oryginalny                 | Reżyseria                              | Kraj produkcji    |
| ---------------------------------------- | -------------------------------- | -------------------------------------- | ----------------- |
| Łowca androidów (wersja reżyserska)      | Blade Runner: The Final Cut      | Ridley Scott                           | Stany Zjednoczone |
| Sen Kasandry                             | Cassandra's Dream                | Woody Allen                            | Stany Zjednoczone |
| Ponad czasem                             | 천년학 Chun nyun hack            | Im Kwon-taek                           | Korea Południowa  |
| Kleopatra                                | Cleópatra                        | Júlio Bressane                         | Brazylia          |
| Zagadka Krzysztofa Kolumba               | Cristóvão Colombo – O enigma     | Manoel de Oliveira                     | Portugalia        |
| W zawieszeniu                            | התנתקות Désengagement            | Amos Gitaj                             | Izrael            |
| Daleka północ                            | Far North                        | Asif Kapadia                           | Wielka Brytania   |
| Dziewczyna przecięta na pół              | La fille coupée en deux          | Claude Chabrol                         | Francja           |
| W pogoni za zbrodniarzem                 | The Hunting Party                | Richard Shepard                        | Stany Zjednoczone |
| Niech żyje reżyser!                      | 監督·ばんざい! Kantoku · Banzai! | Takeshi Kitano                         | Japonia           |
| Niania w Nowym Jorku                     | The Nanny Diaries                | Shari Springer Berman i Robert Pulcini | Stany Zjednoczone |
| Nocturna                                 | Nocturna                         | Adrià García i Víctor Maldonado        | Hiszpania         |
| Za garść dolarów (wersja odrestaurowana) | Per un pugno di dollari          | Sergio Leone                           | Włochy            |
| REC                                      | REC                              | Jaume Balagueró i Paco Plaza           | Hiszpania         |
| Bracia krwi                              | 天堂口 Tian tang kou             | Alexi Tan                              | Hongkong          |

### Sekcja „Horyzonty”
Następujące filmy zostały wyświetlone na festiwalu w ramach sekcji „Horyzonty”:

#### Filmy fabularne
| Tytuł polski                | Tytuł oryginalny                         | Reżyseria                             | Kraj produkcji    |
| --------------------------- | ---------------------------------------- | ------------------------------------- | ----------------- |
| Cochochi                    | Cochochi                                 | Israel Cárdenas i Laura Amelia Guzmán | Meksyk            |
| Exodus                      | Exodus                                   | Penny Woolcock                        | Wielka Brytania   |
| With the Girl of Black Soil | 검은 땅의 소녀와 Geomen tangyi sonyeo oi | Jeon Soo-il                           | Korea Południowa  |
| Historia Richarda O.        | L'histoire de Richard O.                 | Damien Odoul                          | Francja           |
| Śmierć w krainie czarów     | Kagadanan sa banwaan ning mga engkanto   | Lav Diaz                              | Filipiny          |
| Mal Nascida                 | Mal Nascida                              | João Canijo                           | Portugalia        |
| Cud Medei                   | Médée miracle                            | Tonino De Bernardi                    | Francja           |
| Il passaggio della linea    | Il passaggio della linea                 | Pietro Marcello                       | Włochy            |
| Sad Vacation                | サッド ヴァケイション Saddo vakeishon    | Shinji Aoyama                         | Japonia           |
| Searchers 2.0               | Searchers 2.0                            | Alex Cox                              | Stany Zjednoczone |
| Cisza przed Bachem          | Die Stille vor Bach                      | Pere Portabella                       | Hiszpania         |
| Jesienny bal                | Sügisball                                | Veiko Õunpuu                          | Estonia           |
| The Obscure                 | 小说 Xiao shuo                           | Lü Yue                                | Chiny             |

#### Filmy dokumentalne
| Tytuł polski                     | Tytuł oryginalny              | Reżyseria                   | Kraj produkcji    |
| -------------------------------- | ----------------------------- | --------------------------- | ----------------- |
| L'aimée                          | L'aimée                       | Arnaud Desplechin           | Francja           |
| Anabazys                         | Anabazys                      | Joel Pizzini i Paloma Rocha | Brazylia          |
| Włóczęga                         | Andarilho                     | Cao Guimarães               | Brazylia          |
| Lou Reed - Berlin                | Berlin                        | Julian Schnabel             | Stany Zjednoczone |
| Jimmy Carter: Człowiek z Georgii | Jimmy Carter: Man from Plains | Jonathan Demme              | Stany Zjednoczone |
| Matki                            | Madri                         | Barbara Cupisti             | Włochy            |
| Parasol                          | 傘 San                        | Du Haibin                   | Chiny             |
| Kurz                             | Staub                         | Hartmut Bitomsky            | Niemcy            |
| Niepotrzebne piękno              | 無用 Wuyong                   | Jia Zhangke                 | Chiny             |

## Laureaci nagród

### Konkurs główny
Złoty Lew
- Ostrożnie, pożądanie, reż. Ang Lee

Nagroda Specjalna Jury
- I’m Not There. Gdzie indziej jestem, reż. Todd Haynes
- Tajemnica ziarna, reż. Abdellatif Kechiche

Srebrny Lew dla najlepszego reżysera
- Brian De Palma − Na gorąco

Puchar Volpiego dla najlepszej aktorki
- Cate Blanchett − I’m Not There. Gdzie indziej jestem

Puchar Volpiego dla najlepszego aktora
- Brad Pitt − Zabójstwo Jesse’ego Jamesa przez tchórzliwego Roberta Forda

Złota Osella za najlepszy scenariusz
- Paul Laverty − Polak potrzebny od zaraz

Złota Osella za wybitne osiągnięcie techniczne
- Rodrigo Prieto za zdjęcia do filmu Ostrożnie, pożądanie

Nagroda im. Marcello Mastroianniego dla początkującego aktora lub aktorki
- Hafsia Herzi − Tajemnica ziarna

Specjalny Lew za dorobek artystyczny
- Nikita Michałkow

### Sekcja „Horyzonty”
Nagroda Główna za najlepszy film fabularny
- Jesienny bal, reż. Veiko Õunpuu

Nagroda Główna za najlepszy film dokumentalny
- Niepotrzebne piękno, reż. Jia Zhangke

Wyróżnienie Specjalne
- Śmierć w krainie czarów, reż. Lav Diaz

### Wybrane pozostałe nagrody
Nagroda im. Luigiego De Laurentiisa za najlepszy debiut reżyserski
- Zona. Teren prywatny, reż. Rodrigo Plá

Srebrny Lew za najlepszy film krótkometrażowy w sekcji „Corto Cortissimo”
- Dog Altogether, reż. Paddy Considine
  - Wyróżnienie Specjalne:  Ludzie z kamienia, reż. Leonid Rybakow

Nagroda Główna w sekcji „Międzynarodowy Tydzień Krytyki”
- Najdalsza podróż, reż. Lin Jing-jie

Nagroda Label Europa Cinemas dla najlepszego filmu europejskiego
- Sztuczki, reż. Andrzej Jakimowski

Nagroda FIPRESCI
- Konkurs główny:  Tajemnica ziarna, reż. Abdellatif Kechiche
- Sekcja „Horyzonty”:  Jimmy Carter: Człowiek z Georgii, reż. Jonathan Demme

Nagroda im. Francesco Pasinettiego (SNGCI – Narodowego Stowarzyszenia Włoskich Krytyków Filmowych)
- Najlepszy włoski film:  Nie przejmuj się, reż. Gianni Zanasi
- Najlepszy włoski aktor:  Toni Servillo − Dziewczyna z jeziora
- Najlepsza włoska aktorka:  Valeria Solarino − Walc
  - Wyróżnienie Specjalne:  Walc, reż. Salvatore Maira

Nagroda SIGNIS (Międzynarodowej Organizacji Mediów Katolickich)
- W dolinie Elah, reż. Paul Haggis
  - Wyróżnienie Specjalne:  Polak potrzebny od zaraz, reż. Ken Loach /  Tajemnica ziarna, reż. Abdellatif Kechiche

Nagroda CICAE (Międzynarodowej Konfederacji Kin Studyjnych)
- With the Girl of Black Soil, reż. Jeon Soo-il

Queerowy Lew dla najlepszego filmu o tematyce LGBT
- Nakręcone życie, reż. Ed Radtke
  - Wyróżnienie Specjalne:  Pojedynek, reż. Kenneth Branagh

Honorowy Złoty Lew za całokształt twórczości
- Bernardo Bertolucci
- Tim Burton